# Беннет, Генри, 1-й граф Арлингтон
Генри Беннет (30 января 1618 — 28 июля 1685) — английский государственный деятель, с 1664 г. барон Арлингтон, с 1672 г. 1-й граф Арлингтон.

## Биография
Во время революции вступил в ряды сторонников Карла I, служил в его войске и был назначен в Оксфорд помощником статс-секретаря Дигби (1644-46). Подобно последнему, он принял католическую веру. После казни Карла I он жил за границей, агитируя в пользу Стюартов.
Посол Великобритании в Испании в 1658—1661 гг. При реставрации Карл II сделал его членом своего кабинета и дал ему в 1664 г. титул барона Арлингтона, а в 1672 г. — графа Арлингтона, который перешёл к потомству его дочери, бывшей замужем за побочным сыном Карла II герцогом Графтоном.
Этот искусный государственный деятель особенно проявил себя в качестве члена министерства Кабал в 1669—1673 при попытке Карла посредством союза с Людовиком XIV нанести решительный удар сначала Голландии, а потом протестантизму и парламентаризму в Англии. Когда вследствие сопротивления Голландии союзникам и английского парламента королю этот замысел не удался, то Беннет с трудом едва избег обвинительного судебного приговора.
В 1675 г., при новом антикатолическом направлении политики Карла, Беннет разошелся с самим королём. 21 апреля 1679 был ещё раз назначен членом Тайного совета и оставался при королевском дворе до самой смерти.
С 21 марта 1681 — лорд-лейтенант графства Саффолк. С 1682 — советник и Лорд-распорядитель доходов королевы (Екатерина Браганца).